# Callebaea
Callebaea är ett släkte av svampar. Callebaea ingår i familjen Capnodiaceae, ordningen Capnodiales, klassen Dothideomycetes, divisionen sporsäcksvampar och riket svampar.
|           | Capnodium                            |
|           |                                      |
|           | Polychaeton                          |
|           |                                      |
|           | Polychaetella                        |
|           |                                      |
|           | Tripospermum                         |
|           |                                      |
|           | Trichomerium                         |
|           |                                      |
|           | Scolecoxyphium                       |
|           |                                      |
|           | Phaeoxyphiella                       |
|           |                                      |
|           | Ciferrioxyphium                      |
|           |                                      |
|           | Ceramoclasteropsis                   |
|           |                                      |
| Callebaea | \| \| Callebaea rutideae \| \| \| \| |
|           | \| \| Callebaea rutideae \| \| \| \| |
|           | Anopeltis                            |
|           |                                      |
|           | Acanthorus                           |
|           |                                      |
|           | Scoriadopsis                         |
|           |                                      |
|           | Apiosporium                          |
|           |                                      |
|           | Capnophaeum                          |
|           |                                      |
|           | Fumagospora                          |
|           |                                      |
|           | Echinothecium                        |
|           |                                      |
|           | Leptoxyphium                         |
|           |                                      |
|           | Aithaloderma                         |
|           |                                      |
|           | Phragmocapnias                       |
|           |                                      |
|           | Scorias                              |
|           |                                      |
|           | Hyaloscolecostroma                   |
|           |                                      |
|           | Limaciniaseta                        |
|           |                                      |
|           | Plurispermiopsis                     |
|           |                                      |
|           | Fumiglobus                           |
|           |                                      |
|           | Callebaea rutideae                   |
|           |                                      |

|  | Callebaea rutideae |
|  |                    |